# Pristimantis reichlei
Espèce
Pristimantis reichlei est une espèce d'amphibiens de la famille des Craugastoridae.

## Répartition
Cette espèce se rencontre jusqu'à 1 500 m d'altitude dans le haut bassin de l'Amazone :
- en Bolivie dans les départements de Cochabamba, de La Paz, de Pando et de Beni ;
- au Brésil dans l'État d'Acre ;
- au Pérou dans les régions de Huánuco, de Cuzco, de Puno  et de Madre de Dios.

## Description

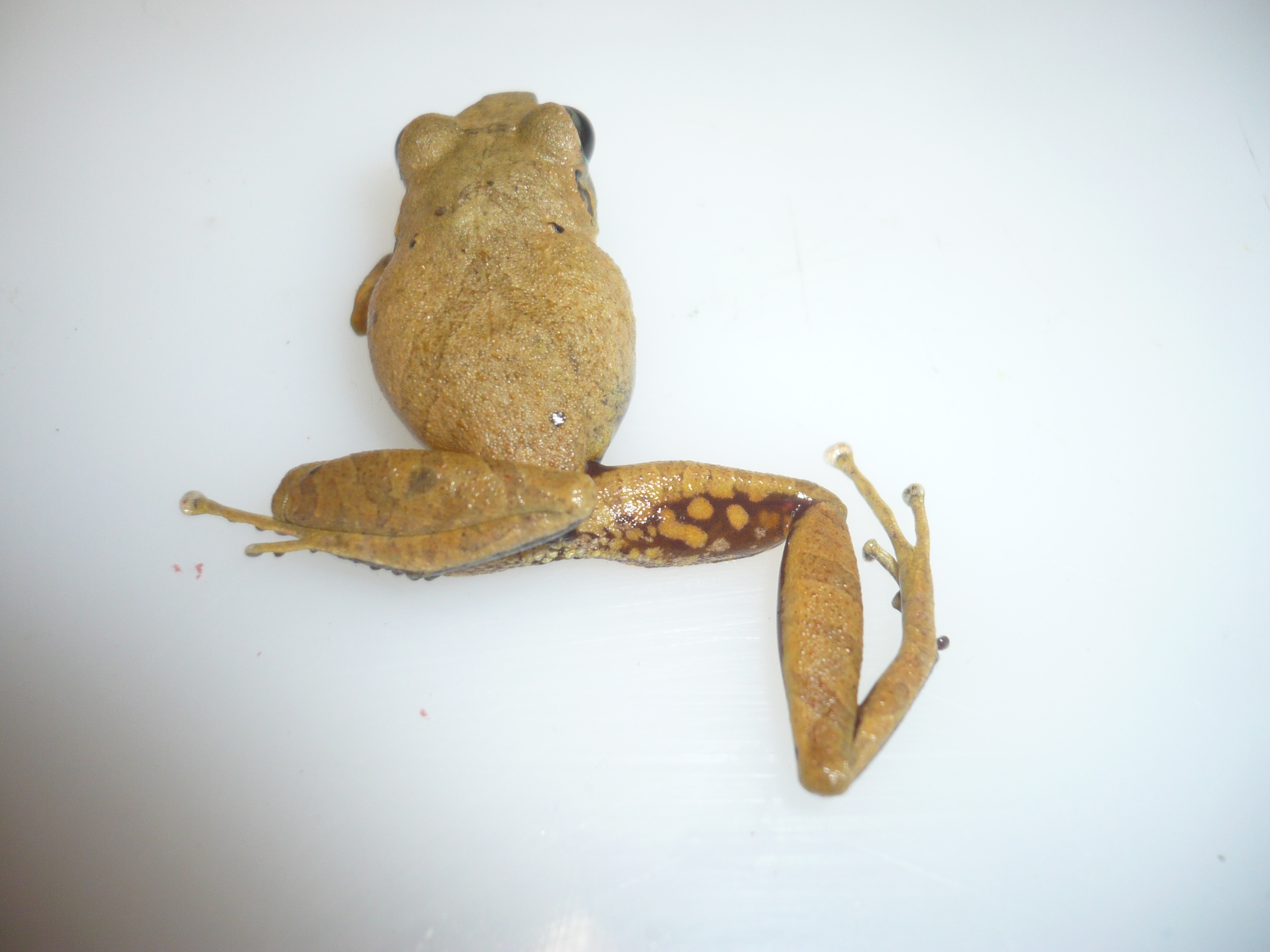
Pristimantis reichlei

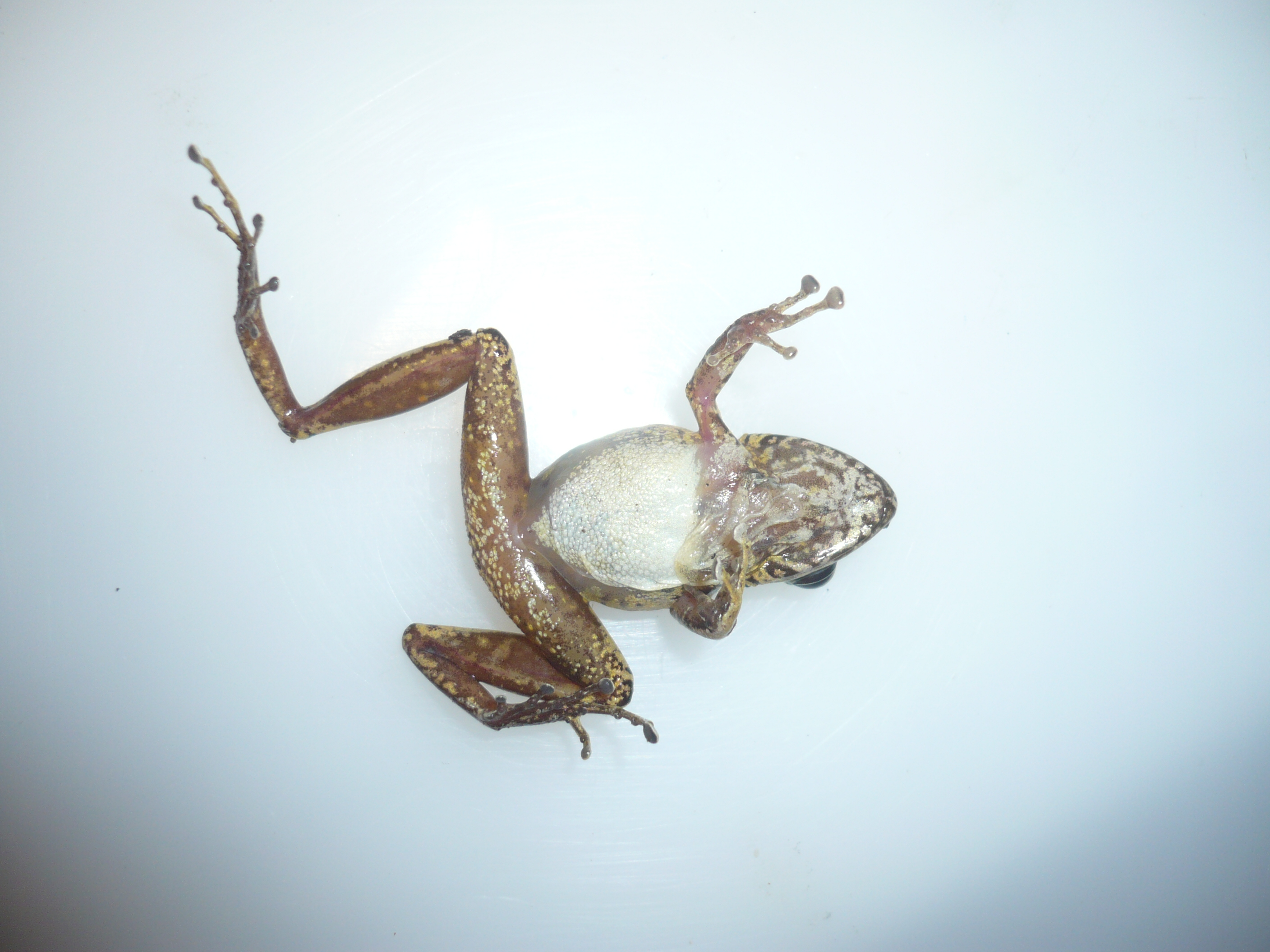
Pristimantis reichlei

Les mâles mesurent de 23,9 à 30,7 mm et les femelles de 28,2 à 37,1 mm.

## Étymologie
Cette espèce est nommée en l'honneur de Steffen Reichle.

## Publication originale
- Padial & De la Riva, 2009 : Integrative taxonomy reveals cryptic Amazonian species of Pristimantis (Anura: Strabomantidae). Zoological Journal of the Linnean Society, vol. 155, no 1, p. 97-122 (texte intégral).